# Manitouwadge
Manitouwadge to gmina (ang. township) w Kanadzie, w prowincji Ontario, w dystrykcie Thunder Bay.
Powierzchnia Manitouwadge to 351,97 km².
Według danych spisu powszechnego z roku 2001 Manitouwadge liczy 2949 mieszkańców (8,38 os./km²).